# 花 (游戏)
《花》是一款由ThatGameCompany开发，發行于PlayStation 3平台PlayStation Network上的數字版游戏。游戏初次公开於2007年东京电玩展上，并於2009年2月12日發行。制作人陈星汉在开发过程中表示：“我们开始时并不知道在做什么，只是心中存有这么一个概念：每一台PlayStation都像是你客厅中的一个入口，可以带你通往别处。于是我就想，要是这是这一入口能带你重返自然，那该有多好。 ”

## 概述

《花》的屏幕截图

游戏每关都发生在不同的花的梦中，起初它开在一座阴沉都市中的公寓窗台上。游戏的目的在于将这朵花的花瓣引至大地上的其他花朵处，并让各色花朵向游戏世界中的四方迅速蔓延。随着玩家游戏进程的深入，城市和公寓会变得愈渐鲜活多彩，直至达到100％完成状态，游戏背景中原有的街景也会被生机勃勃的山色取代。玩家可以通过控制动作感应手柄来引导花瓣穿越过五光十色的大地，按下手柄的任意按钮均可加速。
《花》采用PlayStation 3的六轴运动控制手柄，用以操作花瓣周游地图。

## 開發
2013年10月，索尼宣布包括本作在内的4款优秀独立游戏将在2013年11月登陆PlayStation 4和PlayStation Vita平台。
2019年2月，由Annapurna Interactive在Steam、GoG以及EpicStore等数字游戏平台发售本作的Microsoft Windows版本。

## 评价
遊戲發售不久後，便很快刷新了索尼PSN北美區首周下載紀錄。遊戲也因其美麗的畫面和恬靜的氣氛打動了許眾多媒體與玩家，使得遊戲及其製作人陳星漢被北美媒體冠以了「禪派」的稱號。
1UP.com评价《花》“自由的移动让游戏如同沐浴在微风中般舒畅”，并推荐该游戏为“值得再玩”级别，因为“重温每一关都是件乐事”。IGN评予游戏9/10分，并在其评测中称其为“独一无二的强作”，并评定为“非玩不可”级别。Eurogamer给予游戏8/10分，称赞其“单纯而快乐”。
《连线》杂志的专栏作家克莱夫·汤普森（Clive Thompson）亦对《花》偏爱有加，并认为这是史上首款关注气候变化的游戏。虽然在此之前《辐射》和《野性燃料》等游戏内容也包含有环境问题的因素，但都只是将其设定为既定背景，玩家无力改变。而《花》却包含有西方神话中的永恒主题——“英雄对破碎故土的追寻与疗伤，搜寻现代人对于环境的不安”。